# Berzano di Tortona
Berzano di Tortona és un municipi situat al territori de la província d'Alessandria, a la regió del Piemont (Itàlia).
Limita amb els municipis de Monleale, Sarezzano, Viguzzolo i Volpeglino.
Pertanyen al municipi les frazioni de Cappellette, Chiesa, Inselmina, Magostino i Valbona.

## Galeria

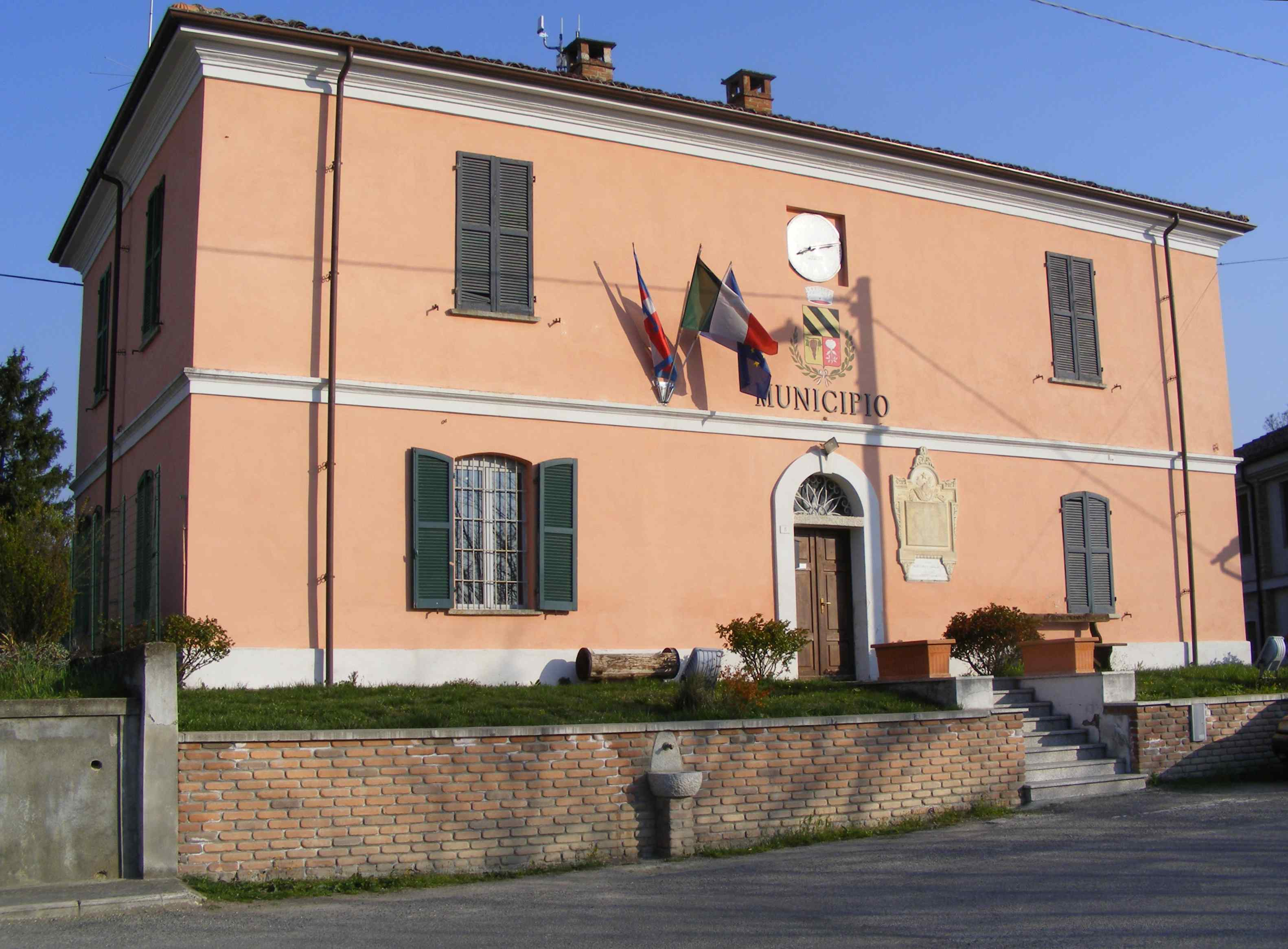
Ajuntament de Berzano di Tortona